# Барас
Барас (фр. Barras) насеље је и општина у Француској у региону Прованса-Алпи-Азурна обала, у департману Горњопровансалски Алпи, који припада префектури Дињ ле Бен.
По подацима из 2011. године у општини је живело 151 становника, а густина насељености је износила 7,26 становника/km². Општина се простире на површини од 20,8 km². Налази се на средњој надморској висини од 625 метара (максималној 1298 m, а минималној 533 m).

## Демографија
| 1962. | 1968. | 1975. | 1982. | 1990. | 1999. | 2011. |
| ----- | ----- | ----- | ----- | ----- | ----- | ----- |
| 105   | 109   | 93    | 84    | 111   | 121   | 151   |

График промене броја становника у току последњих година